# Hadena rufilinea
Hadena rufilinea là một loài bướm đêm trong họ Noctuidae.